# Federico Gastón Fernández
Federico Gastón Fernández (nascido em 17 de outubro de 1989) é um handebolista argentino que integrou a seleção argentina que ficou em décimo lugar nos Jogos Olímpicos de Verão de 2016 no Rio de Janeiro. Atua como ponta esquerda e joga pelo clube UNLu. Foi medalha de ouro nos Jogos Pan-Americanos de 2011 e bronze em 2015.